# Anelia
Anelia Georgieva Atanasova (bulgare : Анелия Георгиева Атанасова), née le 1er juillet 1982 à Stara Zagora en Bulgarie, plus connue sous le nom d'Anelia, est une chanteuse pop bulgare.
Pogledni me v ochite (Regarde-moi dans les yeux) est la chanson qui lança sa carrière.

## Discographie
Albums studio
- 2002: Pogledni me v ochite
- 2004: Ne poglejdai nazad
- 2005: Vsichko vodi kam teb
- 2006: Pepel ot rozi
- 2008: Edinstven ti
- 2010: Dobrata, Loshata
- 2011: Igri Za Naprednali
- 2014: Fenomenalna
- 2018: Day Mi Oshte